# Chi Ráy
Chi Ráy (danh pháp khoa học: Alocasia) là một chi thực vật có hoa trong họ Ráy. Chi này gồm có 79 loài, đặc hữu đối với vùng nhiệt đới, cận nhiệt đới trải dài từ châu Á đến đông Úc. Các loài trong chi này phân bố rộng khắp trên thế giới.

## Loài
Chi này gồm các loài sau:
- Alocasia acuminata (Schott, 1859)
- Alocasia aequiloba (N.E.Br., 1895)
- Alocasia alba (Schott, 1852)
- Alocasia arifolia (Hallier f., 1901)
- Alocasia atropurpurea (Engl., 1920)
- Alocasia augustiana (L.Linden & Rodigas, 1886)
- Alocasia balgooyi (A.Hay, 1998)
- Alocasia beccarii (Engl., 1879)
- Alocasia boa (A.Hay, 1991)
- Alocasia boyceana (A.Hay, 1999)
- Alocasia brancifolia ((Schott) A.Hay, 1990)
- Alocasia brisbanensis ((F.M.Bailey) Domin, 1915)
- Alocasia cadieri (Chantrier, 1939)
- Alocasia celebica (Engl. ex Koord., 1898)
- Alocasia chaii (P.C.Boyce, 2007)
- Alocasia clypeolata (A.Hay, 1999)
- Alocasia cucullata ((Lour.) G.Don, 1839)
- Alocasia culionensis (Engl., 1905)
- Alocasia cuprea (K.Koch, 1861)
- Alocasia decipiens (Schott, 1859)
- Alocasia decumbens (Buchet, 1939)
- Alocasia devansayana ((L.Linden & Rodigas) Engl., 1912)
- Alocasia fallax (Schott, 1859)
- Alocasia flabellifera (A.Hay, 1991)
- Alocasia flemingiana (Yuzammi & A.Hay, 1998)
- Alocasia fornicata ((Roxb.) Schott, 1854)
- Alocasia gageana (Engl. & K.Krause, 1920)
- Alocasia grata (Prain ex Engl. & Krause, 1920)
- Alocasia hainanensis (K.Krause, 1920)
- Alocasia hainanica (N.E.Br., 1903)
- Alocasia heterophylla ((C.Presl) Merr., 1908)
- Alocasia hollrungii (Engl., 1898)
- Alocasia hypnosa (J.T.Yin, Y.H.Wang & Z.F.Xu, 2005)
- Alocasia hypoleuca (P.C.Boyce, 2008)
- Alocasia infernalis (P.C.Boyce, 2007)
- Alocasia inornata (Hallier f., 1915)
- Alocasia kerinciensis (A.Hay, 1998)
- Alocasia lancifolia (Engl., 1912)
- Alocasia lauterbachiana ((Engl.) A.Hay, 1990)
- Alocasia lecomtei (Engl., 1920)
- Alocasia longiloba (Miq., 1856)
- Alocasia macrorrhizos ((L.) G.Don, 1839)
- Alocasia maquilingensis (Merr., 1918)
- Alocasia megawatiae (Yuzammi & A.Hay, 2002 publ. 2003)
- Alocasia melo (A.Hay, P.C.Boyce & K.M.Wong, 1997)
- Alocasia micholitziana (Sander, 1912)
- Alocasia miniuscula (A.Hay, 1998)
- Alocasia monticola (A.Hay, 1991)
- Alocasia navicularis ((K.Koch & C.D.Bouché) K.Koch & C.D.Bouché, 1855)
- Alocasia nebula (A.Hay, 2000)
- Alocasia nicolsonii (A.Hay, 1991)
- Alocasia nycteris (Medecilo, G.C.Yao & Madulid, 2007)
- Alocasia odora ((Lindl.) K.Koch, 1855)
- Alocasia pangeran (A.Hay, 1998)
- Alocasia peltata (M.Hotta, 1967)
- Alocasia perakensis (Hemsl., 1887)
- Alocasia portei (Schott, 1862)
- Alocasia princeps (W.Bull, 1888)
- Alocasia principiculus (A.Hay, 1998)
- Alocasia puber ((Hassk.) Schott, 1856)
- Alocasia puteri (A.Hay, 1998)
- Alocasia pyrospatha (A.Hay, 1991)
- Alocasia ramosii (A.Hay, 1999)
- Alocasia reginae (N.E.Br., 1884)
- Alocasia reginula (A.Hay, 1998)
- Alocasia reversa (N.E.Br., 1890)
- Alocasia ridleyi (A.Hay, 1998)
- Alocasia robusta (M.Hotta, 1967)
- Alocasia sanderiana (W.Bull, 1894)
- Alocasia sarawakensis (M.Hotta, 1967)
- Alocasia scabriuscula (N.E.Br., 1879)
- Alocasia scalprum (A.Hay, 1999)
- Alocasia simonsiana (A.Hay, 1994)
- Alocasia sinuata (N.E.Br., 1885)
- Alocasia suhirmaniana (Yuzammi & A.Hay, 1998)
- Alocasia venusta (A.Hay, 1998)
- Alocasia vietnamensis (Nguyen V.D., 2013)
- Alocasia wentii (Engl. & K.Krause, 1916)
- Alocasia wongii (A.Hay, 1998)
- Alocasia zebrina (Schott ex Van Houtte, 1863)

## Hình ảnh

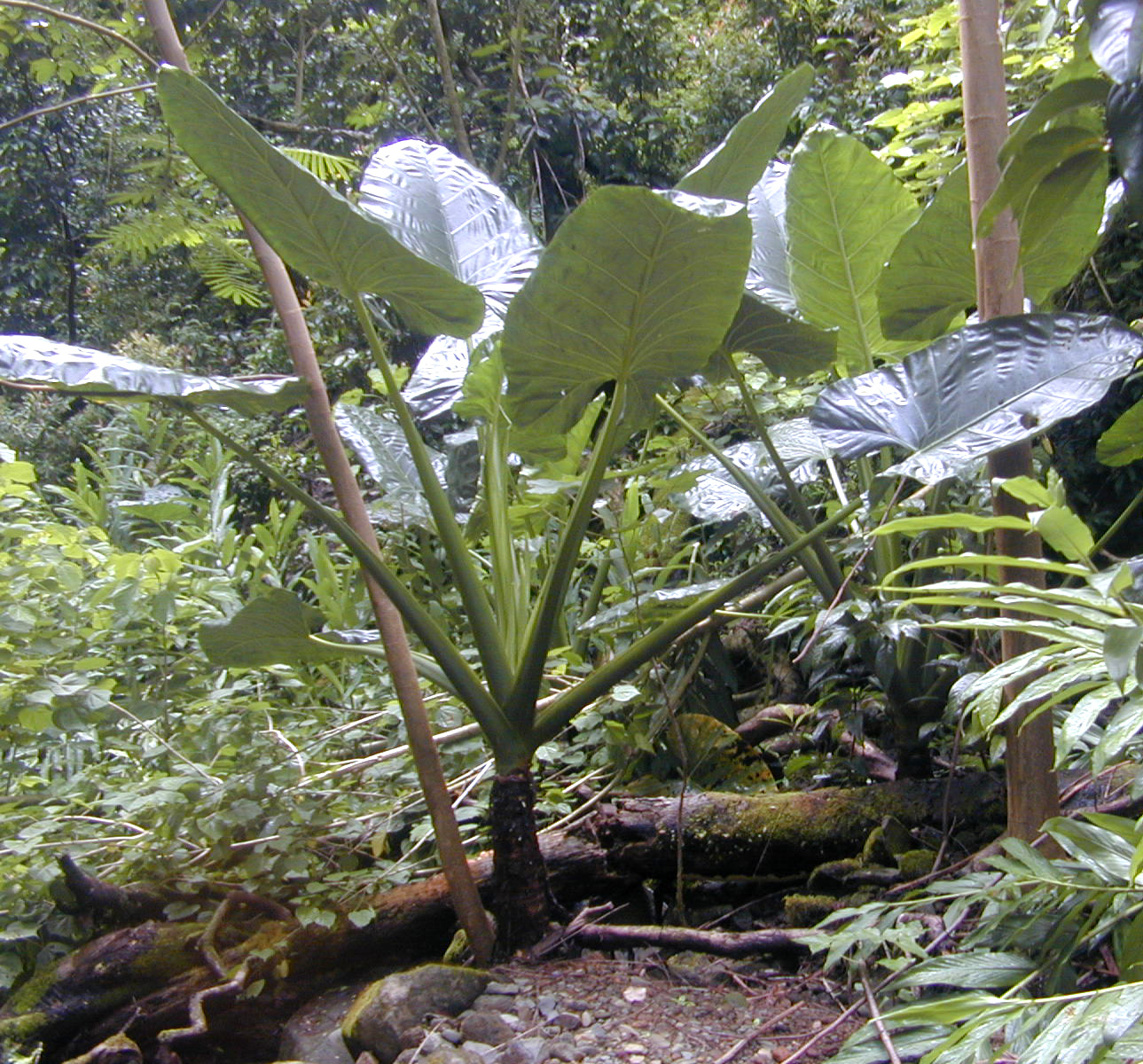
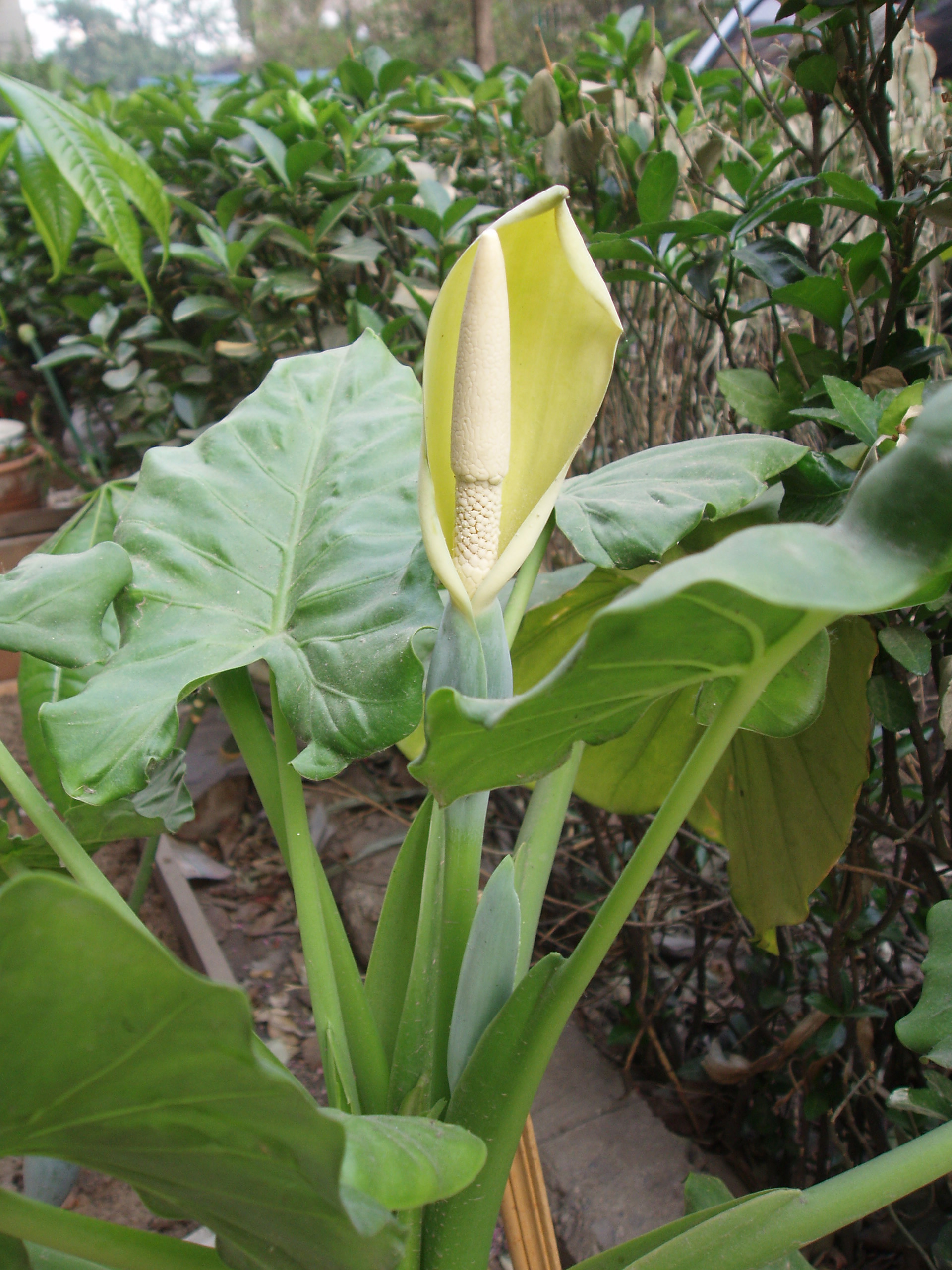
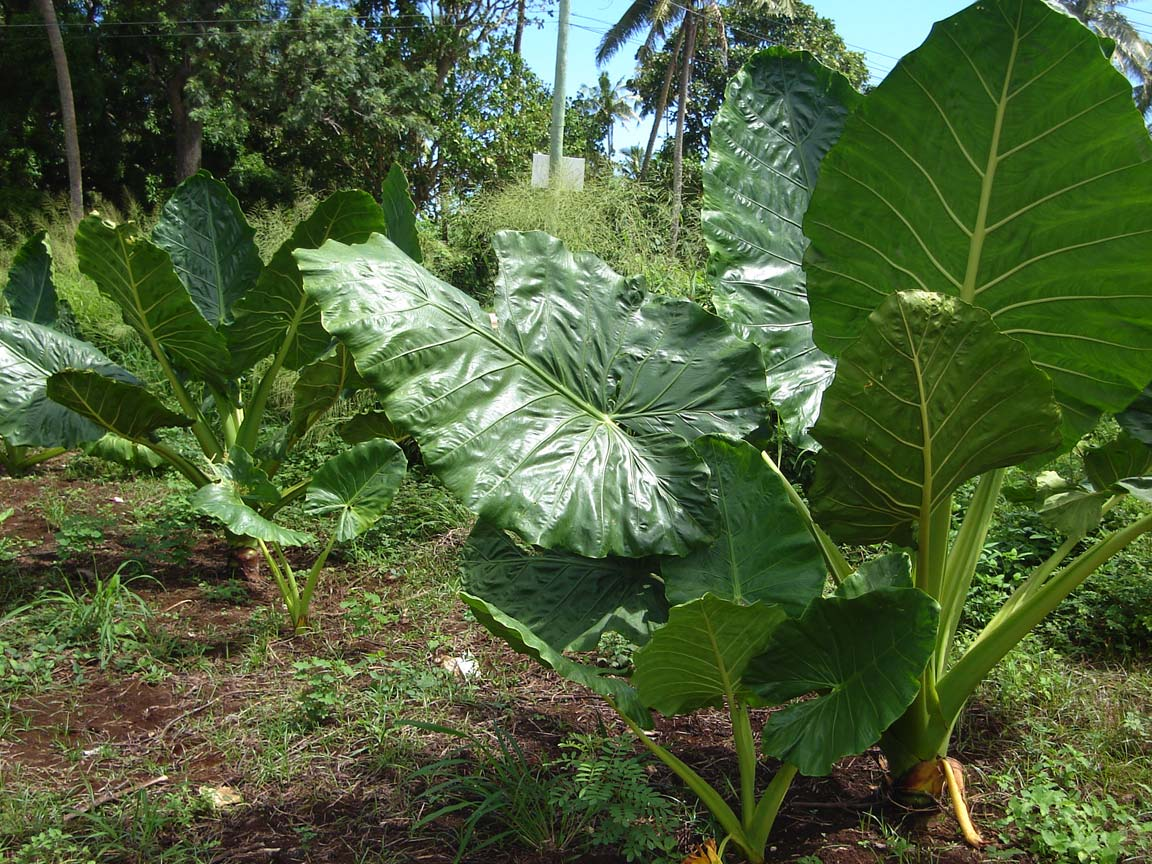
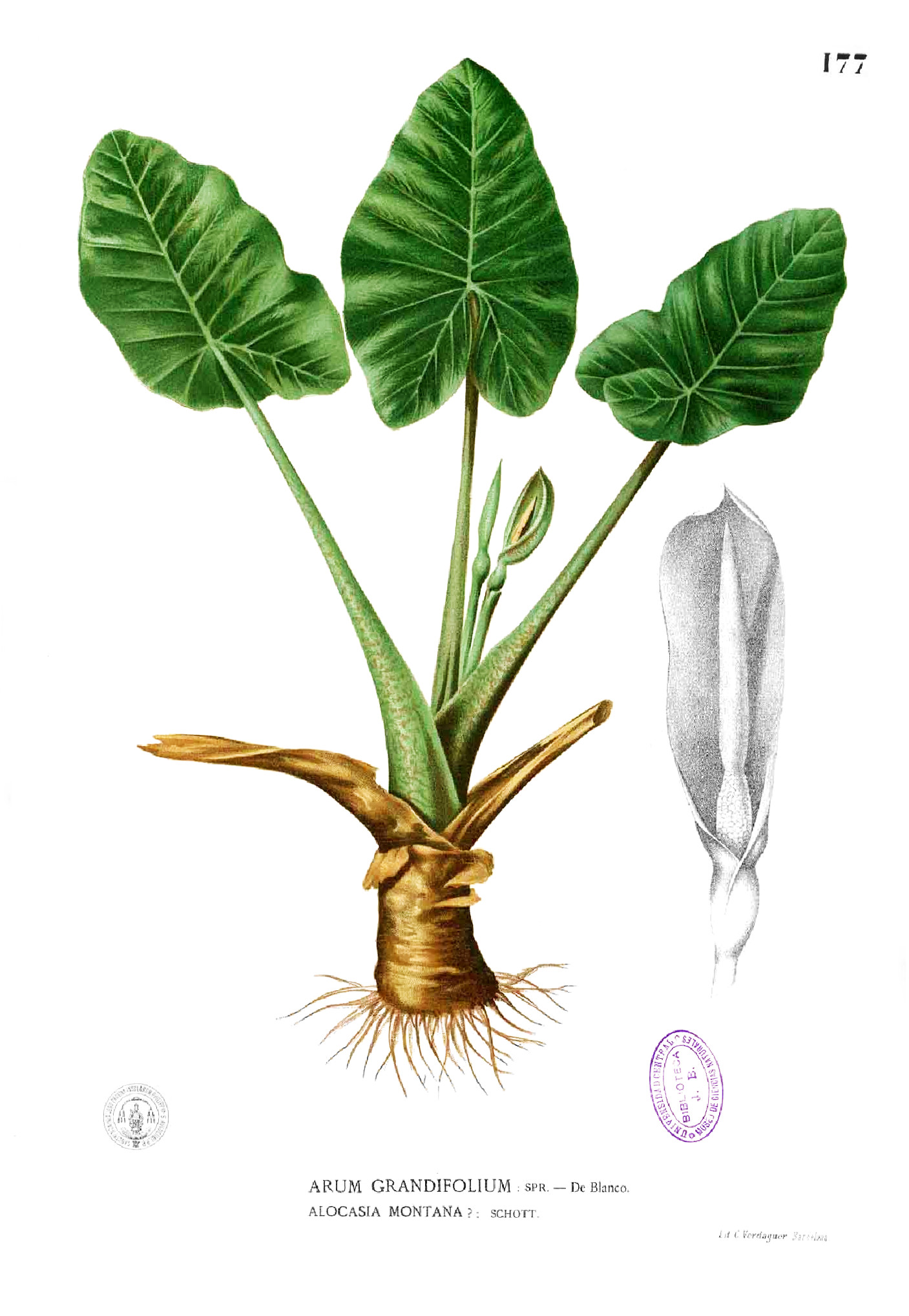